# 麦克唐纳地区
麦克唐纳地区是澳大利亚北领地的一个地方政府自治体。截至2016年人口普查，该地区的面积为268,784平方（103,778平方英里） ，估计人口约为6,000人。

## 地理
麦克唐纳地区地处北领地南部，是北领地唯一一个与南澳大利亚州相邻的地方政府区域。愛麗斯泉和尤拉拉是该地区的内飞地。

## 历史
在2006年的北领地政府宣布了改革当地地方政府的方案。这一改革意图创建11个新的地方政府，以便在当地开展各种政府服务。2008年7月1日，麦克唐纳郡议会创立；2014年1月1日，当地被改名为麦克唐纳地区。

1. ↑  Australian Bureau of Statistics. . 2016 Census QuickStats. 27 June 2017  [9 December 2017].
2. ↑  TOLLNER, DAVID WILLIAM.  (PDF). Northern Territory Government Gazette. Northern Territory Government. 18 December 2013  [26 April 2019]. （原始内容存档 (PDF)于2019-04-26）. with effect from 1 January 2014: